# Terrarossa
Terrarossa è una frazione del comune di Licciana Nardi in provincia di Massa-Carrara. Situata nella regione storica della Lunigiana è attraversato dall'antico cammino della via Francigena.

## Geografia fisica
Terrarossa si trova nella media Lunigiana, sulla sponda sinistra del fiume Magra, presso la confluenza con i torrenti Civiglia e Taverone. È situato ad 8 km a  sud-ovest di Licciana Nardi e 2,5 km a nord di Aulla.

## Storia
Il 13 maggio del 1202, a Terrarossa si celebrò un concordato con il cui atto si decisero le vertenze insorte fra il vescovo di Luni Gualtiero II e i Marchesi Malaspina da una parte e i De Nobili di Vezzano dall'altra e dove prestarono il proprio consenso anche i consoli, i nobili e il popolo di Fosdinovo.
Terrarossa fu feudo dei Malaspina di Villafranca a partire dal 1347. Nel 1599 il feudatario locale, Fabrizio Malaspina aveva stipulato un'accomandigia con il Granducato di Toscana e nel 1618 fu acquistato definitivamente dal granduca Cosimo II de' Medici. Dieci anni dopo, il suo successore, Ferdinando II de' Medici, lo infeudò a Manfredi Malaspina di Filattiera. Nel 1787, con la morte di Manfredi Malaspina, nipote del primo feudatario, il feudo tornò al granduca.
Con il decreto del 9 giugno 1808, Terrarossa, insieme a tutta la Lunigiana granducale che comprendeva anche le Comunità di Pontremoli, Calice, Bagnone, Albiano, Groppoli, Filattiera e Fivizzano, venne annessa all'Impero francese.
Tra il marzo 1814 e il gennaio 1815 fu sottoposta a diverse autorità provvisorie: il tenente colonnello dello stato maggiore Joseph von Werklein che, nel giugno 1814, fu nominato plenipotenziario dei feudi imperiali di Lunigiana dal governo austriaco; il Consiglio amministrativo della città di Sarzana e suo circondario, incaricato dallo Stato di Genova di amministrare i territori delle comuni di Sarzana, Santo Stefano, Ortonovo, Castelnuovo, Fosdinovo, Aulla, Licciana, Terrarossa, Bolano, Albiano, Lerici, Ameglia e Trebiano; in ultimo il Governo provvisorio dei feudi imperiali di Lunigiana con sede ad Aulla, istituito il 13 giugno 1814 su iniziativa del plenipotenziario Werklein, e presieduto dal marchese di Mulazzo Luigi Malaspina.
Appartenne al Granducato di Toscana fino al 1847, anno in cui entrò in vigore il trattato di Firenze; pertanto Terrarossa entrò a far parte del Ducato di Modena e Reggio. Con l'Unità d'Italia divenne un comune autonomo, ma il 1º giugno 1869 venne soppresso e il territorio diviso tra i comuni di Licciana Nardi e Tresana . Il comune si estendeva per circa 20 km², comprendeva il capoluogo e le frazioni di Fornoli, Merizzo e Riccò, confinava con i comuni di Licciana Nardi, Aulla, Podenzana, Tresana, Villafranca in Lunigiana e Bagnone ed aveva 1 031 abitanti quando fu soppresso.
Gli studiosi storici hanno ancora dubbi sul nome di Terrarossa nel antichità, la versione più accreditatà ad oggi è quello che Terrarossa sia antica Rubra citazione dell'Anonimo Ravennate, altri studiosi identificano Attuale Terrarossa come Borgo Novo, o Borgo Nuovo.
Terrarossa diede, nel 1827, i natali ad Igino Cocchi, studioso e ricercatore, e, nel 1915, a Dino Viola, noto imprenditore diventato presidente della Roma scudettata nel 1983.
Igino Cocchi (1827-1913), laureato a Pisa, insegnò geologia all'Istituto Superiore di Firenze e diresse la sezione di Geologia del Museo universitario; fu tra i fondatori della Società Geologica Italiana e del CAI. Associò a questi studi scientifici l'interesse per la Finlandia e la sua cultura, traducendo in italiano il poema epico Kalevala. Una targa lo ricorda in Via Nazionale davanti al numero 41 con questa iscrizione:

## Monumenti e luoghi d'interesse
- Castello di Terrarossa, fu costruito nel XVI secolo per volontà del marchese Fabrizio Malaspina, presenta una pianta quadrata con quattro baluardi angolari terminanti a terrazza[5].
- Chiesa di San Giovanni Battista

## Infrastrutture e trasporti
Terrarossa è attraversata dalla strada statale 62 della Cisa che congiunge la Liguria orientale e la Lunigiana alla Pianura Padana.

## Sport
Il paese di Terrarossa ha una propria squadra di calcio denominata A.S.D. Atletico Terrarossa fondata ufficialmente nel 1956, anche se la nascita come Polisportiva Ciclistica e Calcistica Terrarossa risale agli anni 1930. Dino Viola ha militato come giocatore negli anni 30 nell'allora Polisportiva Terrarossa. 
I colori sono il bianco-azzurro in onore a Fausto Coppi ed il simbolo è un pallone bianco e blu.